# Cryptoleucopteryx
Cryptoleucopteryx is een geslacht van vogels uit de familie van de havikachtigen (Accipitridae). De wetenschappelijke naam van het geslacht is voor het eerst geldig gepubliceerd in 2009 door Raposo do Amaral et al.

## Soorten
De volgende soort is bij het geslacht ingedeeld:
- Cryptoleucopteryx plumbea – Donkergrijze buizerd